# Avenue des Tilleuls (bois de Vincennes)
Pour les articles homonymes, voir Avenue des Tilleuls.
L'avenue des Tilleuls est une voie située dans le 12e arrondissement de Paris, en France.

## Origine du nom

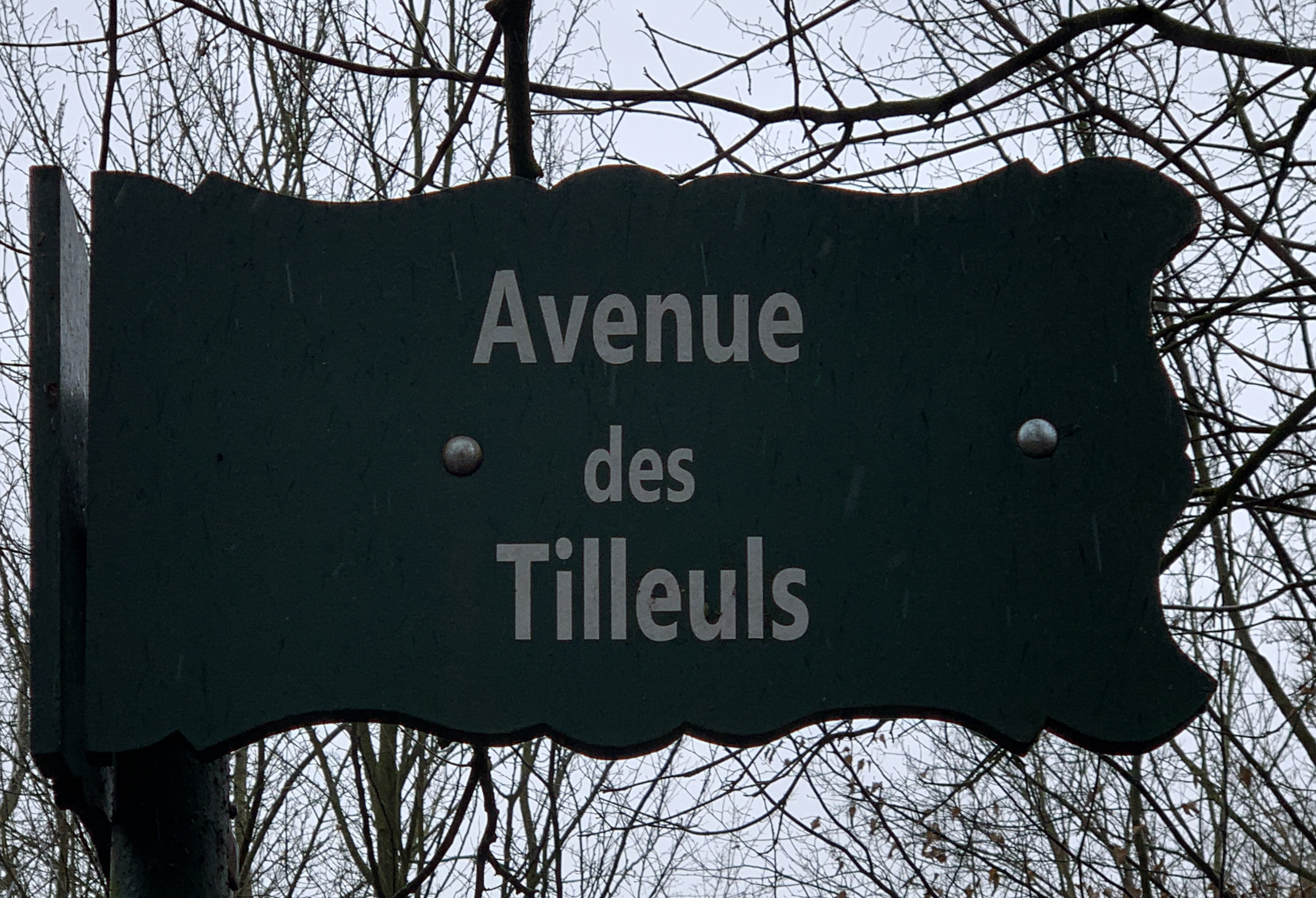
Plaque de l'avenue.